# Crypsotidia woolastoni
Crypsotidia woolastoni is een vlinder uit de familie spinneruilen (Erebidae). De wetenschappelijke naam is voor het eerst geldig gepubliceerd in 1901 door Rothschild.
De soort komt voor in tropisch Afrika.